# María Dolores Galovart Carrera
María Dolores Galovart Carrera (Huelva, 5 de enero de 1955) es una jueza y política española, diputada por el PSdG en el Congreso durante la XI y XII legislaturas.

## Biografía
Licenciada en Derecho por la Universidad de Santiago de Compostela, ejerció como magistrada en Ferrol y Puenteareas, antes de asumir su posición como jueza especializada en casos de familia en los juzgados de Vigo. Entre 2005 y 2012 fue vicevaledora do Pobo en Galicia. En 2014 fue nombrada Viguesa Distinguida. Encabezó la lista del PSOE por Pontevedra en las elecciones de 2015 y 2016, siendo elegida diputada en el Congreso.
En su labor en el Congreso, esta andaluza de nacimiento destaca por su trabajo para la elaboración del Pacto de Estado en materia de Violencia de Género, aprobado finalmente el 28 de septiembre de 2017.